# 222-es főút
222-es főút (ungarisch für ‚Hauptstraße 222‘) ist eine kurze ungarische Hauptstraße zur slowakischen Grenze.

## Verlauf
Die Straße beginnt in Balassagyarmat an einem Kreisverkehr der Landesstraße 22 und führt in nördliche Richtung bis zur Grenze an der Brücke über den Fluss Ipoly.

## Geschichte
Mit Einführung des elektronischen Mautsystems am 1. Juli 2013 wurde die Straße von der Nebenstraße 2204 zu einer Hauptstraßen zweiter Kategorie aufgewertet.